# 유럽 혼성 컬링 선수권 대회
유럽 혼성 컬링 선수권 대회는 매년 가을 유럽에서 열리는 혼성 컬링대회로 2005년부터 개최되었다.
유럽 혼성 컬링 선수권 대회는 2015-16 컬링 시즌부터 세계 혼성 컬링 선수권 대회로 대회 규모가 확대된다.

## 결과
역대 대회 결과는 아래와 같다:
| 2005 | 안도라 카닐로            | 핀란드 마르쿠 우시파발니에미 키르시 뉘케넨 테무 살로 티나 카우토넨                               | 6–4 | 스웨덴 니클라스 에딘 스티나 빅토르손 세바스티안 크라우프 안나 빅토르손                                       | 독일 라이너 쇠프 안드레아 쇠프 헬마어 에를레바인 모니카 바그너                                 | 7–3  | 스코틀랜드 데릭 브라운 캐스린 거스리 그레스 스미스 로나 브라운                                                 |
| 2006 | 이탈리아 클라우트        | 스코틀랜드 톰 브루스터 주니어 재키 록하트 데이비드 헤이 킴 브루스터                              | 8–4 | 이탈리아 발테르 봄바세이 키아라 올리비에리 다비데 찬데자코모 사라 찬데자코모 마르코 콘스탄티니 엘레트라 데콜 | 러시아 알렉산드르 키리코프 다리야 코즐로바 드미트리 아바닌 율리야 스베토바 안드레이 드로즈도프 | 5–2  | 스웨덴 페르 노렌 카밀린 요한손 플렘밍 파츠 수산네 파츠                                                         |
| 2007 | 스페인 마드리드          | 웨일스 에이드리언 마이클 레슬리 캐럴 앤드루 태너 블레어 휴스 크리스 웰스                         | 6–5 | 덴마크 요엘 오스트로프스키 카밀라 옌센 쇠렌 옌센 모나 쉴베스트 닐센                                          | 독일 라이너 쇠프 안드레아 쇠프 제바스티안 야코비 마리테레제 로터 헬마어 에를레바인             | 5–3  | 오스트리아 안드레아스 운터베르거 클라우디아 토트 플로리안 후버 카리나 토트 콘스탄체 후멜트                     |
| 2008 | 오스트리아 키츠뷔헬      | 독일 라이너 쇠프 안드레아 쇠프 제바스티안 야코비 멜러니 로빌라드 헬마어 에를레바인 모니카 바그너 | 5-3 | 체코 이르지 스니틸 하나 시나치코바 마르틴 스니틸 카롤리나 필라르조바 카테르지나 코보실로바                   | 스웨덴 니클라스 에딘 안나 하셀보리 에리크 카를센 사브리나 크라우프 수네 프레데릭센             | 6–4  | 러시아 알렉산더 키리코프 야나 네크로소바 표트르 드론 갈리나 아르센키나 빅토르 코르네프 안나 시도로바           |
| 2009 | 체코 프라하              | 스코틀랜드 톰 브루스터 린 캐머런 콜린 캠벨 미셸 실베라 킴 브루스터                               | 5–1 | 덴마크 요엘 오스트로프스키 카밀라 옌센 쇠렌 옌센 모나 쉴베스트 닐센                                          | 잉글랜드 앨런 맥두걸 라나 왓슨 앤드루 리드 수지 로                                             | 5–3  | 체코 야쿠프 바레시 렌카 키츠베르게로바 인드르지흐 키츠베르게르 미하엘라 나드헤로바 이르지 스니틸 렌카 쿠체로바 |
| 2010 | 영국 스코틀랜드 호우드   | 스코틀랜드 데이비드 에드워즈 케리 바 딜런 페러스 루이즈 우드                                     | 6–2 | 스위스 클라우디오 페츠 조이아 왹슬레 스벤 미셸 알리나 페츠                                                   | 독일 라이너 쇠프 안드레아 쇠프 플로리아 찰러 이모겐 오나 레만 아돌프 가이젤하르트              | 5–4  | 잉글랜드 앨런 맥두걸 라나 웨스턴 앤드루 리드 수지 로 존 샤프                                                   |
| 2011 | 덴마크 토른뷔            | 스위스 토마스 립스 마누엘라 지크리스트 마르틴 리오스 마누엘라 네처코르만                         | 9–3 | 독일 알렉산더 바우만 안 카트린 바스티안 마누엘 발터 카탸 제바스티안 슈바이처 요제핀 오버만                   | 체코 크리슈토프 할로우페크 엘리슈카 얄로프초바 다비트 이로우네크 루이사 일코바 토마시 파울     | 7–6  | 덴마크 미카엘 크비스트 모나 쉴베스트 닐센 닐스 시고르 아네르센 트리네 크비스트                                 |
| 2012 | 터키 에르주룸            | 스코틀랜드 유언 맥도널드 이브 뮤어헤드 유언 바이어스 캐런 바셀러미                               | 8–4 | 스웨덴 리카르드 할스트룀 엘리사베트 노레달 프레드릭 할스트룀 카트린 비텐                                     | 핀란드 아쿠 카우스테 산나 푸스티넨 파울리 예미에스 오나 카우스테                               | 10–3 | 오스트리아 카리나 토트 제바스티안 분더러 콘스탄체 후멜트 마티아스 게너                                         |
| 2013 | 영국 스코틀랜드 에든버러 | 독일 안디 카프 페트라 체치 홀거 회네 피아리자 쇨                                                 | 5–4 | 스코틀랜드 유언 맥도널드 케이 애덤스 유언 바이어스 캐런 바셀러미                                             | 헝가리 너지 죄르지 세케레시 일디코 키시 졸트 센턴너이 아그네시                                 | 6–3  | 핀란드 토미 란타메키 안네 말미 페카 페우라 티나 수리페                                                         |
| 2014 | 덴마크 토른뷔            | 스웨덴 파트리크 마베리스 이사벨라 브라노 요한네스 파츠 소피아 마베리스                           | 9–2 | 노르웨이 스테펜 발스타 크리스틴 스카슬린 망누스 네드레고텐 율리 몰나르                                       | 스위스 실바나 티린초니 마르틴 리오스 로마노 마이어 예니 페레트                                 | 7–5  | 스코틀랜드 카일 스미스 해나 플레밍 빌리 모턴 앨리스 스펜스                                                     |

## 역대 성적
역대 성적 결과는 2014년 유럽 혼성 컬링 선수권 대회까지의 결과를 반영하였다.
| 순위  | 국가       | 금메달 | 은메달 | 동메달 | 합계 |
| ----- | ---------- | ------ | ------ | ------ | ---- |
| 1     | 스코틀랜드 | 4      | 1      | 0      | 5    |
| 2     | 독일       | 2      | 1      | 3      | 6    |
| 3     | 스웨덴     | 1      | 2      | 1      | 4    |
| 4     | 스위스     | 1      | 1      | 1      | 3    |
| 5     | 핀란드     | 1      | 0      | 1      | 2    |
| 6     | 웨일스     | 1      | 0      | 0      | 1    |
| 7     | 덴마크     | 0      | 2      | 0      | 2    |
| 8     | 체코       | 0      | 1      | 1      | 2    |
| 9     | 이탈리아   | 0      | 1      | 0      | 1    |
| 9     | 노르웨이   | 0      | 1      | 0      | 1    |
| 10    | 잉글랜드   | 0      | 0      | 1      | 1    |
| 10    | 헝가리     | 0      | 0      | 1      | 1    |
| 10    | 러시아     | 0      | 0      | 1      | 1    |
| Total | Total      | 10     | 10     | 10     | 30   |